# Ezequiel Dentis
Ezequiel Dentis (Rosario, Santa Fe, 5 de julio de 1982) es un basquetbolista argentino que se desempeña como pívot en Atlético Elortondo de la Asociación Venadense de Básquetbol de Argentina.

## Trayectoria
Dentis jugó al básquetbol en las canteras de los clubes Central Córdoba y Rosario Central. Fue luego reclutado por Atenas, que los sumó a su escuadra juvenil. Sin embargo el club cordobés lo cedió a préstamo a Lanús en 2001, con el propósito de que sumara minutos con el equipo superior en el TNA. Después de algunas actuaciones decepcionantes en ese equipo, fue cedido a Sport Club Cañadense para disputar la Liga B. Allí repuntaría su nivel, lo que le sirvió para volver a Atenas y participar de la temporada 2002-03 de la LNB, la cual culminaría con su equipo campeón. 
Luego Dentis pasó a Libertad de Sunchales, también de la LNB. Con ese club compitió además en la Liga Sudamericana de Clubes 2004. 
Buscando ganar experiencia en el extranjero, el pívot estuvo presente en la Liga de Verano organizada por el Club Basquet Inca. Gracias a ello pudo fichar con el Plus Pujol Lleida de la Liga ACB en junio de 2004. Sin embargo en octubre de ese año, con el campeonato ya iniciado pero sin haber sumado ni un minuto de juego con los catalanes, fue transferido al Calpe, equipo colista de la Liga LEB.
Tras su paso por el baloncesto español, regresó a la Argentina, jugando dos temporadas en la LNB: la primera con Deportivo Madryn y la segunda con Central Entrerriano. En abril de 2007 retornó a España para unirse al Beirasar Rosalía, con el objetivo de apoyar al interno Rogelio Legasa y lograr el ascenso de la tercera a la segunda categoría del baloncesto profesional español, lo que finalmente consiguió. 
Dentis pasó las siguientes dos temporadas en la LNB como parte del plantel de Quilmes de Mar del Plata. En julio de 2009 fichó con El Nacional Monte Hermoso, club que disputaba el TNA. Junto con Nicolás Paletta, Lucas Naim Pérez y Alexis Elsener conformó un equipo que consiguió el ascenso a la LNB. La temporada 2010-11 sería su última temporada en la máxima categoría del baloncesto profesional argentino. A partir de entonces comenzaría una larga etapa en equipos del ascenso: jugó el TNA para Ciudad de Bragado, La Unión de Colón, Huracán de Trelew y Ferro, además de haber tenido actuación en la Liga B con Rosario Central, en la Primera A de la Asociación Rosarina de Básquetbol con Atalaya y en el campeonato de Primera División de la Asociación de Basquet del Valle Inferior con Jorge Newbery de Carmen de Patagones.
En 2015 migró a Uruguay para jugar el Torneo Metropolitano como ficha extranjera de Olivol Mundial. Al regresar al país se incorporó a Atenas de Carmen de Patagones para participar de una nueva edición del TNA.
Posteriormente jugó tres temporadas en el Torneo Federal de Básquetbol defendiendo los colores de Belgrano de San Nicolás primero y luego los de Independiente de Neuquén. En 2019 fichó con Gimnasia y Esgrima La Plata en lo que sería su retorno al TNA (ahora rebautizado como La Liga Argentina).
Tras la reanudación de las competencias deportivas suspendidas por la pandemia de COVID-19, Dentis tomó la decisión de probar suerte en Europa una vez más. Por ello acordó jugar en el Air Basket Termoli de la Serie C Gold de Italia, pero la súbita interrupción del torneo lo obligó a dejar el país peninsular. Aún deseoso de permanecer en tierras europeas, jugó el Grupo D-B de la Liga EBA 2020-21 con el equipo de Sagrado Corazón Lithium Iberia.
En mayo de 2021 firmó su incorporación a Colón como sustituto del estadounidense D'Monta Harris. Con la institución santafesina disputó el tramo final de la temporada 2021 de la La Liga Argentina. Tras esa experiencia acordó su retorno a la ciudad de San Nicolás de los Arroyos para jugar con Somisa el Torneo Región Deportiva CAB 1 y La Liga Federal, con la intención de aportarle su amplia experiencia, oficio y jerarquía al plantel.
Dentis regresó a Independiente de Neuquén en julio de 2022. Permaneció allí un año, jugando en La Liga Federal y en el torneo clasificatorio a la misma.
En junio de 2023 se incorporó a Riachuelo con un contrato temporario para jugar un par de torneos en China. Tras esa gira, fichó con el Unión Deportiva San José de la Superliga de Básquetbol de Mendoza, un torneo regional profesional de Argentina.
Poco antes del inicio de la temporada 2024 de La Liga Federal, Dentis fue anunciado como refuerzo del club neuquino El Biguá. Culminada su participación en el torneo de tercera división de Argentina, jugó para Guillermo Brown de Puerto Madryn en el torneo superior de la Asociación de Básquet del Este del Chubut, para Independiente de Neuquén en el Torneo Pre-Federal de la Región CAB 6 y para Atlético Elortondo en la Primera División de la Asociación Venadense de Básquetbol.

### Clubes
| Club                             | País      | Año             |
| -------------------------------- | --------- | --------------- |
| Lanús                            | Argentina | 2001            |
| Sport Club Cañadense             | Argentina | 2002            |
| Atenas                           | Argentina | 2002 - 2003     |
| Libertad de Sunchales            | Argentina | 2003 - 2004     |
| Calpe                            | España    | 2004 - 2005     |
| Deportivo Madryn                 | Argentina | 2005 - 2006     |
| Central Entrerriano              | Argentina | 2006 - 2007     |
| Beirasar Rosalía                 | España    | 2007            |
| Quilmes                          | Argentina | 2007 - 2009     |
| El Nacional                      | Argentina | 2009 - 2011     |
| Rosario Central                  | Argentina | 2011            |
| Ciudad de Bragado                | Argentina | 2011 - 2012     |
| Atalaya                          | Argentina | 2012            |
| La Unión de Colón                | Argentina | 2012 - 2013     |
| Huracán de Trelew                | Argentina | 2013 - 2014     |
| Newbery de Carmen de Patagones   | Argentina | 2014            |
| Ferro                            | Argentina | 2014 - 2015     |
| Olivol Mundial                   | Uruguay   | 2015            |
| Atenas de Carmen de Patagones    | Argentina | 2015 - 2016     |
| Belgrano de San Nicolás          | Argentina | 2016 - 2018     |
| Independiente de Neuquén         | Argentina | 2018 - 2019     |
| Gimnasia y Esgrima La Plata      | Argentina | 2019 - 2020     |
| Air Basket Termoli               | Italia    | 2020            |
| Sagrado Corazón                  | España    | 2020 - 2021     |
| Colón                            | Argentina | 2021            |
| Somisa                           | Argentina | 2021 - 2022     |
| Independiente de Neuquén         | Argentina | 2022 - 2023     |
| Unión Deportiva San José         | Argentina | 2023            |
| El Biguá                         | Argentina | 2024            |
| Guillermo Brown de Puerto Madryn | Argentina | 2024            |
| Independiente de Neuquén         | Argentina | 2024            |
| Atlético Elortondo               | Argentina | 2025 - Presente |

## Palmarés

### Campeonatos nacionales
- Actualizado hasta el 19 de diciembre de 2017.

| Título  | Club             | País      | Año         |
| ------- | ---------------- | --------- | ----------- |
| Campeón | Atenas           | Argentina | 2002 - 2003 |
| Campeón | Beirasar Rosalía | España    | 2006 - 2007 |
| Ascenso | El Nacional      | Argentina | 2009 - 2010 |